# Історія Анголи
Ангола є країною, в південно-західній Африці. Її назва походить від ngola, титулу, використовуваного монархом у доколоніальному королівстві Ндонго.

## Доколоніальний період
Археологічні знахідки підтверджують факт проживання людини на території сучасної Анголи ще в епоху неоліту. Населяли її предки сучасних сан (бушменів), що займалися полюванням і збиральництвом. У 5-6 ст. їх відтіснили у південні райони землеробські й скотарські племена банту, що прийшли з півночі і знали виплавку заліза. Перше ранньодержавне утворення — Конґо зі столицею у місті Мбанза-Конго — виникло на території сучасної Анголи в 13 ст. Воно займало північні райони, але влада маніконґо (верховного правителя) поширювалася й за межі цієї держави. Конґо було найбільшою і найрозвиненішою ранньою державою на території Анголи. Період його розквіту припав на 15 — І пол. 16 ст.. Розпалося воно в кінці 19 ст. В доколоніальний період існували також державні й політичні об'єднання Бенгела, Кассанжі (17 — поч. 19 ст.), Лунда (відоме також під назвою «Мвата-Ямво», кін. 16 — ІІ пол. 19 ст., столиця — м. Мусумба), Матамба (1635 — кін. 17 ст.) і Ндонго (15 — кін. 17 ст., столиця — м. Мбанза-Кабаса). Населення цих ранніх держав займалося головним чином землеробством, гончарством і ткацтвом, уміло також виплавляти метали. У Ндонго було добре розвинено тваринництво й видобуток мушель «нзімбу», які у той період служили засобом обміну в багатьох державах Африки. Відрізняла його й наявність численного війська.

## Португальська колонізація

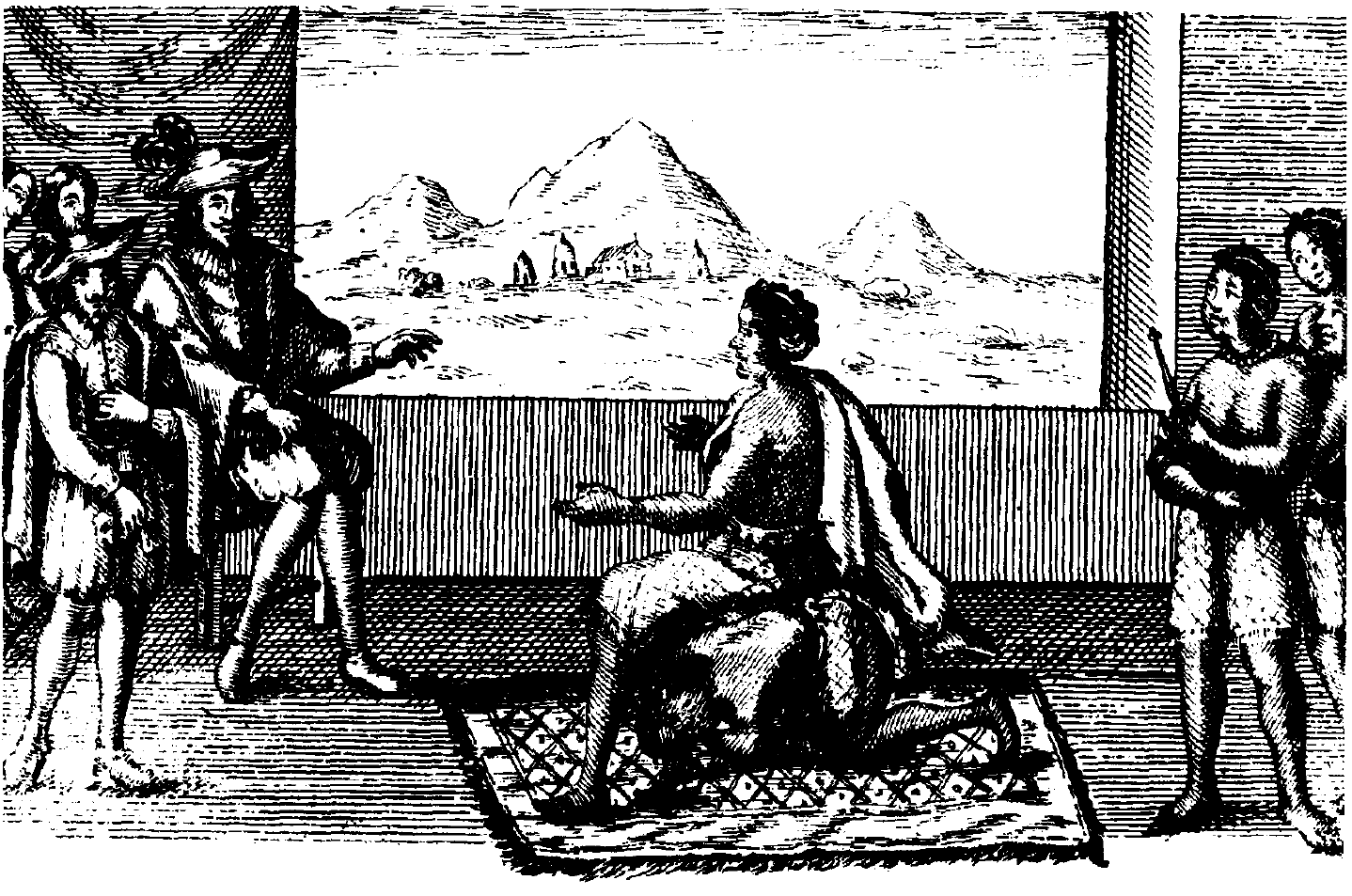
Королева Зинга в мирних переговорах з португальським послом в 1657 році

Першими з європейців, які висадилися на ангольське узбережжя, були португальці. 1482 року експедиція на чолі з Діогу Каном відкрила гирло річки Конго, а 1484 року було укладено договір із маніконґо.
На початку 16 ст. португальці побудували декілька фортів, 1576 року було засновано форт Сан-Паулу-де-Луанда (сучасна столиця країни Луанда). Вплив Португалії у Конго посилився в період правління короля Нзінґи (1506—1543), що прийняв християнство й отримав ім'я Афонсу I.
В 17 ст. спалахували великі повстання корінного населення — в 1570 під керівництвом Мбула Матади, а в 1591 — на чолі з Нсойо. Спроби португальців у кін. 16 ст. проникнути у внутрішні райони Анголи натрапили на сильний опір держав Ндонго і Матамба, на чолі яких була королева Анна Нзінґа Мбанді Нґола (католицьке ім'я Анна отримане нею при хрещенні в 1622 у віці 40 років). Вона очолила антипортугальську коаліцію, в рамках якої об'єдналися також держави Конґо й Кассанжі.
Уклавши військовий союз з голландцями (кораблі Голландської Ост-Індійської компанії висадилися в Луанді 1621 року), їй вдалося 1648 року повернути державі Ндонго незалежність. 31 рік (з 81 прожитих років) Анна Нзінґа Мбанді Нґола вела боротьбу з колонізаторами, внаслідок якої захоплення португальцями внутрішніх районів було припинено.
Підпорядкувати Ндонго португальцям вдалося 1671 року, Матамбу — в кінці 17 ст.

## Работоргівля
Головним джерелом збагачення колонізаторів стала работоргівля, законодавчо закріплена указом португальського короля від 11 січня 1758 року. За три сторіччя колоніального панування з Анголи було вивезено близько 5 млн рабів — в основному в Бразилію на плантації кави, каучуку і цукру). Не маючи сил для прямої військової експансії в глибинні райони країни, португальці, намагаючись ослабити опір корінного населення, розпалювали збройні конфлікти між різними народами. Для отримання інформації про природні багатства Анголи Португалія організувала експедиції Антоніу да Сілва-Порту (1852—1854) і Александру Серпа Пінту (1877—1879). Заборона королем Португалії работоргівлі 1836 року (проте контрабанда рабів тривала до 1852) завдала серйозних збитків колоніальному господарству. В той же час внутрішня работоргівля зберігалася ще кілька десятиріч — працю рабів активно використовували на плантаціях бавовни, а також збиранні каучуку. Було запроваджено систему примусового укладання контрактів з місцевим населенням, більшу частину працівників направляли на роботи в соляних шахтах і спорудження доріг, деяких відправляли на плантації какао на острові Сан-Томе і Принсіпі.

## 1884—1940
Остаточні кордони Анголи було визначено на Берлінській конференції 1884—1885 років, скликаній з приводу територіального поділу басейну річки Конго між Англією, Бельгією, Німеччиною, Португалією та Францією); також це було здійснено окремими угодами Португалії з перерахованими державами, підписаними в 1885—1891 рр. Спроби Лісабона в кінці 19 ст. підпорядкувати решту внутрішньої території країни знову натрапили на опір африканців: повстання народу бассоронґо (1900), заворушення в районах Дамба, Зомбо і Кімбубуґе (1909—1910) тощо. Всі вони були придушені португальськими військами. Після падіння монархії в Португалії (1910) і введення в Анголі адміністративної системи (1920) експлуатація колонії посилилася. Невдоволення корінного населення призвело до нових збройних виступів (повстання в Бенґелі в 1917 та ін.). 1929 року було введено політичний, цивільний і кримінальний статут про тубільців, згідно з яким африканські жителі португальських колоній розподілялися на «індіженуш» (тубільці) і «ассиміладуш» (асимільовані). «Індіженуш» зазнавали дискримінації, примусової праці і довільного оподаткування. Стати «ассиміладуш» могли африканці, які прийняли християнство, добре володіли португальською мовою, мали постійний прибуток і вели європейський спосіб життя. До 1940 року статус «асимільованих» отримали 0,6 % населення (24 тис. осіб). Дію політичного, цивільного та кримінального статуту про тубільців (система індіжената) було скасовано в 1961.
Перші політичні організації африканського населення Анголи це — «Ангольська ліга» (заснована 1912 року, заборонена 1922 року) і створені 1929 році «Національна африканська ліга» (НАЛ) та «Регіональна асоціація жителів Анголи» (РАЖА). Їх діяльність носила просвітницький характер. До середини 1950-х років антиколоніальний рух був роз'єднаним, часто прибирав форму релігійного сектантства — виникали секти токоїстів (названі по імені їх фундатора С.Току), які відмовлялися працювати в господарствах, що належали європейцям. Після надання Анголі статусу «заморської провінції» Португалії (1951) в колонії почалося зміцнення державно-капіталістичного сектору економіки. Після Другої світової війни Ангола стала одним із найбільших світових постачальників кави, розгорнулося інтенсивне будівництво доріг, які обслуговували в основному гірничорудну промисловість (зокрема нові її галузі — видобуток нафти, марганцевої і залізної руд), збільшилися обсяги видобутку алмазів.

## Боротьба за незалежність

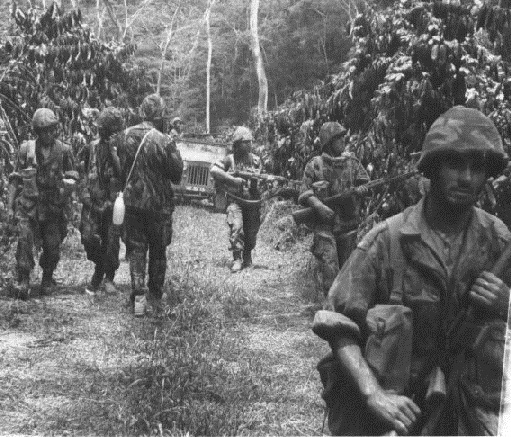
Португальська армія в Анголі

Підйом антиколоніального руху почався в 1960-х роках. Його очолили «Народний рух за визволення Анголи» (МПЛА, лідер — Агоштінью Нету), «Національний фронт визволення Анголи» (ФНЛА, створений у сусідньому Конґо на базі емігрантських організацій, лідер — Голден Роберту) і «Національний союз за повну незалежність Анголи» (УНІТА, лідер — Жонас Савімбі), створені 1956, 1962 та 1966 відповідно.
МПЛА було об'єднанням кількох лівих політичних організацій, виступало за незалежність єдиної Анголи, 1960 року почало збройну боротьбу проти португальських колонізаторів.
ФНЛА і УНІТА — антиколоніальні сепаратистські рухи, що спиралися на підтримку народів баконґо (ФНЛА) і овімбунду (УНІТА). 4 лютого 1961 МПЛА підняв у Луанді повстання, результатом якого стали деякі поступки колоніальної влади — було скасовано примусову працю, розширено повноваження місцевих органів.
ФНЛА у квітні 1962 року самостійно створив «Тимчасовий уряд Анголи у вигнанні» (ГРАЕ), який очолив Голден Роберто. МПЛА в 1961—1972 вдалося створити кілька військово-політичних районів з виборними органами влади. Керівництво ж УНІТА пішло на співпрацю з колоніальною владою.

## Незалежність

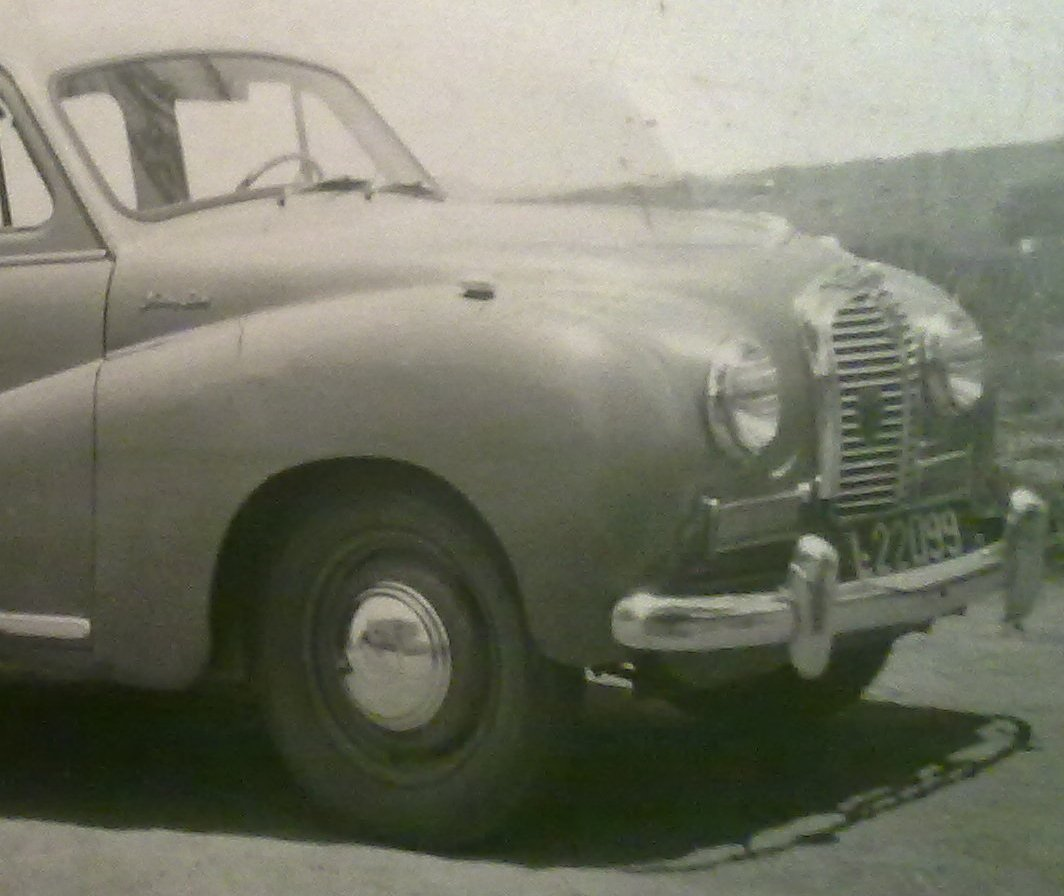
Машина в Анголі, 1949.

Новий уряд Португалії, сформований після перемоги революції 1974 року, надав Анголі право на незалежність. 15 січня 1975 між Португалією з одного боку та МПЛА, ФНЛА й УНІТА з іншого було підписано угоду про практичні шляхи переходу до незалежності. Сформувати перехідний уряд не вдалося через збройні зіткнення, що почалися між МПЛА і ФНЛА. На стороні ФНЛА виступив УНІТА, проте, МПЛА змогло витіснити їх озброєні загони з столиці. У жовтні на територію Анголи для підтримки ФНЛА й УНІТА вторглися війська ПАР і Заїру.
Головною метою ангольських патріотів було досягнення незалежності Анголи. Війна з португальськими військами носила переважно партизанський характер. Основні райони військових дій припадали на північно-західні, східні і південно-східні регіони країни. Повалення в Португалії фашистського режиму (25 квітня 1974) привело до влади демократичний уряд, який визнав право народів, що населяли португальські колоніальні володіння, на самовизначення. В серпні 1975 р. в Анголу ввійшли війська Південно-Африканської Республіки (ПАР) і збройні загони Заїру, які залишалися на ангольської території до кінця березня 1976. В цій складній обстановці МПЛА і сили, які її підтримують, проголосили 11 листопада 1975 у Луанді незалежність Анголи. Її першим президентом став Агоштінью Нету.

## Ангола в 1976-99 роках

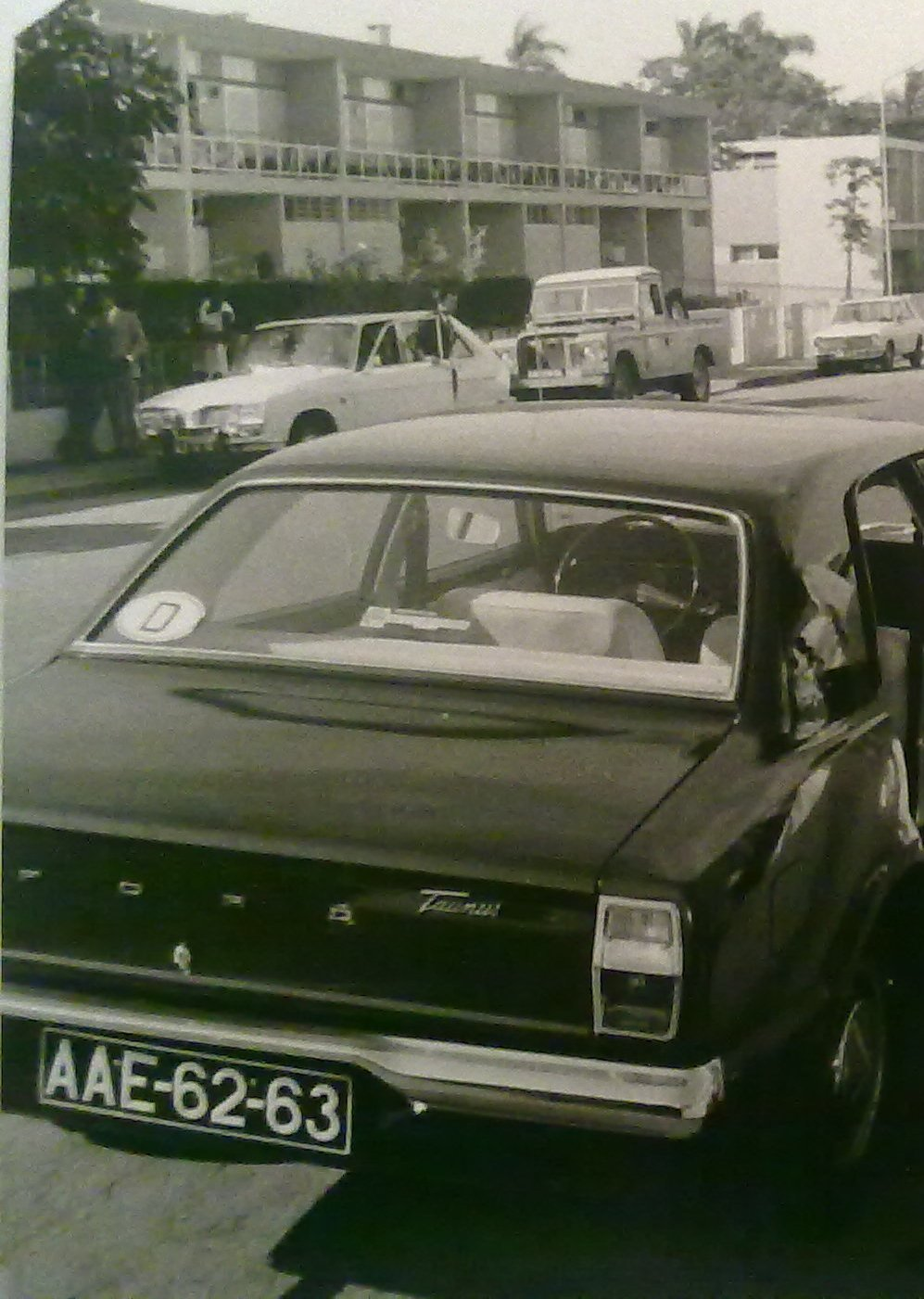
Ford Taunus в Анголі,1972

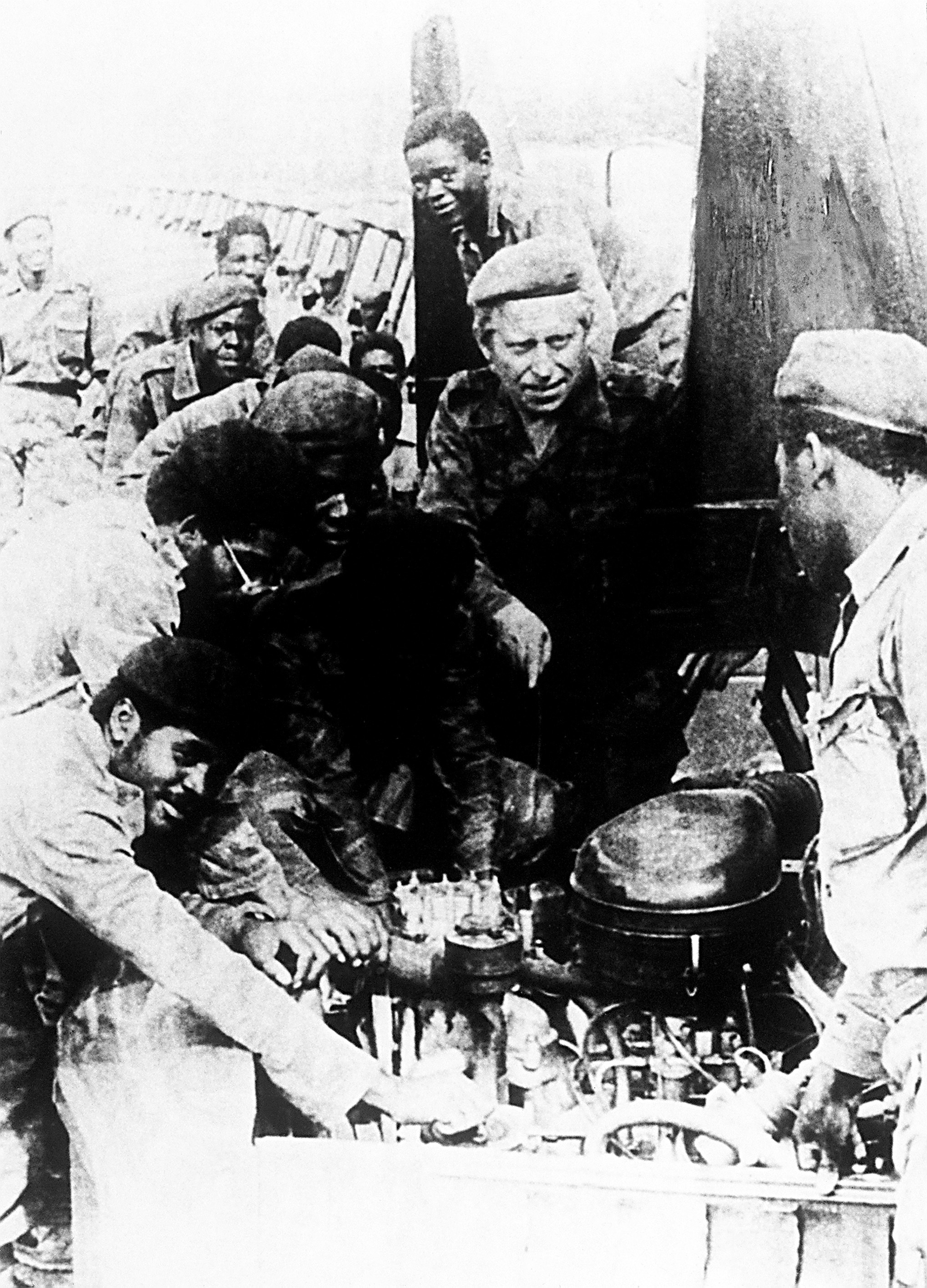
Радянські і східного блоку військові радники навчають війська МПЛА в Анголі, 1983 рік

Становлення незалежної держави проходило в Анголі у винятково важких умовах безперервної громадянської війни та складної міжнародної обстановки. У вересні 1979 р. (після смерті Нето) президентом країни став Жозе Едуарду душ Сантуш. Очолюване ним правління прагнуло відновити економіку країни, налагодити роботу транспорту, засобів зв'язку, державних і змішаних підприємств, залучити іноземну економічну і технічну допомогу. Найважливішою умовою втілення в життя цієї програми було припинення громадянської війни. Але тільки в 1991 р. МПЛА за сприяння Радянського Союзу і США зуміло укласти з УНІТА мирну угоду.
У вересні 1992 р. в Анголі відбулися перші після 1975 багатопартійні вибори до парламенту. За проведенням їх стежили 700 іноземних спостерігачів, надісланих Радою Безпеки Організації Об'єднаних Націй. Переконливу перемогу на виборах здобуло МПЛА. Але УНІТА не визнав їх результатів і в жовтні 1992 р. між урядовими силами Анголи і загонами УНІТА знову почалися збройні зіткнення. 17 лютого 1993 Португалія, США і Росія (яким ООН надала статус спеціальних спостерігачів в Анголі) закликали до припинення військових дій. Але війна тривала, так як УНІТА відмовився припинити вогонь. Ця обставина була однією з важливих причин, що спонукали США 19 травня 1993 офіційно визнати уряд Едуарду душ Сантуша.
В липні 1993 р. уряд Анголи заявив про готовність укласти контракти на видобуток нафти в Кабінда з найбільшими західними компаніями — американською «Ексон» і англо-голландської «Ройял Датч Шелл». Одним з результатів цієї акції стало скасування Великою Британією (9 серпня 1993 р.) ембарго на постачання зброї і військової техніки до Анголи.
У листопаді 1993 р. в Лусаці (столиця Замбії) почалися переговори між урядом Анголи і УНІТА, які проходили під головуванням спеціального представника ООН. Переговори тривали близько року. Тільки 20 листопада 1994 було підписано угоду про припинення військових дій. Але війна тривала. Результатом зриву досягнутого мирної угоди стало рішення Ради Безпеки ООН (прийняте 8 лютого 1995 р.) направити до Анголи миротворчі сили чисельністю в сім тисяч осіб. Одним із завдань цих сил було знищення 26 млн. протипіхотних мін, встановлених в Анголі воюючими сторонами. У квітні 1995 р. компанії ПАР заявили про готовність брати участь у видобутку нафти і розробці алмазних родовищ в Анголі.
Громадянська війна та пов'язані з нею руйнування і людські жертви (сотні тисяч людей залишилися без притулку; до 1,5 млн життів, ймовірно, були втрачені в боротьбі за останню чверть століття) негативним чином позначилися на економіці Анголи. Тільки за 1995 р. інфляція в країні склала 1823 %! Безперервно росли ціни на продовольство і всі товари першої необхідності. Чисельність переміщених осіб, за даними західних експертів, до кінця 1999 р. склала не менше 20 % населення країни, значно перевищивши, таким чином, 2 млн чоловік.